# Fred. Olsen & Co.
Fred. Olsen & Co. es un holding con sede en Oslo, Noruega. Fundada como empresa naviera por Petter Olsen en 1848, en la actualidad la compañía gestiona los intereses de la familia Olsen en una gran variedad de sectores, incluidos la logística, la energía y los bienes de consumo.

## Historia
La empresa, inicialmente radicada en la localidad de Hvitsten, fue fundada por Petter Olsen (1821-1899) en 1848 y, a su muerte, poseía 16 barcos. El hijo de Petter, Thomas Fredrik "Fred" Olsen (1857-1933), también conocido como Fred. Olsen, de quien toma su nombre la empresa, transformó la pequeña compañía que había heredado en una poderosa empresa multinacional de transporte y construcción naval. Tenía la visión de proporcionar un servicio de alta calidad mediante una red de líneas marítimas, primero a nivel nacional y, después, a nivel internacional. Para ello necesitaba disponer de barcos de vapor, de los cuales el primero se adquirió en 1897. En 1914, la compañía dispuso el primer servicio de barcos de vapor con destino a América del Sur. Pero tan solo cinco años después, a lo largo de la Primera Guerra Mundial, 23 de los 44 barcos de la compañía resultaron hundidos.
Tras la muerte del primer Fred. Olsen, sus hijos Rudolf Olsen y el segundo Thomas Fredrik Olsen se hicieron cargo de la empresa. Durante su etapa al frente del negocio, la compañía se expandió considerablemente, entrando incluso en el negocio de la aviación con su propia aerolínea, la Fred. Olsen Flyselskap, además de posteriores participaciones parciales en Det Norske Luftfartselskap, Scandinavian Airlines System, Widerøe y Sterling Airlines. Durante la Segunda Guerra Mundial, los barcos de la empresa estuvieron en servicio con las fuerzas de los aliados, y se perdieron 28 buques, aproximadamente la mitad de la flota. Rudolf murió en 1951 y Thomas sufrió problemas de salud a partir de 1955, muriendo finalmente en 1969.

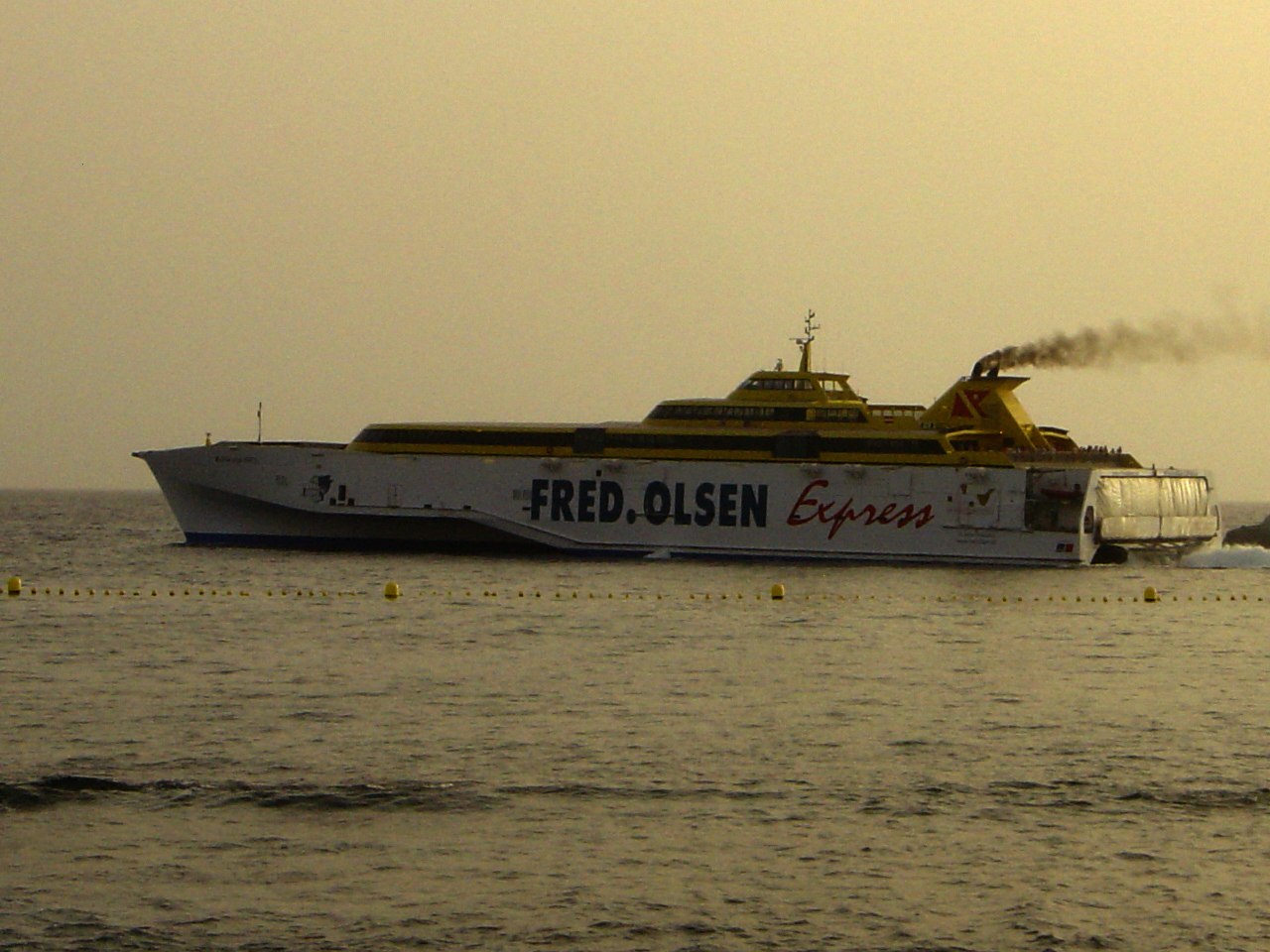
Fred. Olsen Express dirigiéndose a La Gomera, en las islas Canarias

El hijo de Thomas, también llamado Fred. Olsen (nacido el 1 de enero de 1929), se hizo cargo de la empresa, tras convertirse en director en 1955. A principios de los años 1970, Fred. Olsen entró en el negocio offshore, con la compañía de equipos de perforación rotatoria Dolphin AS, y parte de Saga Petroleum. Las acciones de Saga se vendieron en 1991, mientras que Dolphin forma ahora parte de la compañía Fred. Olsen Energy. El grupo también tenía una participación importante en la empresa de construcción e ingeniería Aker, y actualmente es propietario de Timex Corporation.
La empresa también ha entrado periódicamente en el negocio de los buques cisterna, operando un total de 40 barcos desde 1920. En 1973 vendió sus intereses en este sector, pero volvió a entrar en el negocio en 1986, creando la empresa cotizada en bolsa First Olsen Tankers en 1993, que fue recomprada en 1999. Fred. Olsen Renewables ha estado involucrada en energía eólica desde 1997 con parques eólicos en Noruega, Suecia, Irlanda y el Reino Unido. En 1980, participó en Nimslo, una empresa que fabrica cámaras 3D, que más tarde se declaró en quiebra.
Fred. Olsen es hoy propiedad de Anette S. Olsen, la quinta generación de la familia e hija de Fred. Olsen. Se hizo cargo de la propiedad de Fred. Olsen & Co. en 1995 y desde entonces ha sido directora ejecutiva, aunque Fred. Olsen ha seguido siendo presidente.
A finales de 2008, Fred. Olsen vendió su parte de Comarit y ya no es accionista de la compañía de transporte de pasajeros marroquí.

## Empresas del grupo Fred. Olsen
- Bonheur
- First Olsen Tankers
- Fred. Olsen Cruise Lines
- Fred. Olsen Express
(anteriormente Líneas Fred. Olsen)
- Fred. Olsen Freight
- Fred. Olsen Marine Services
- Fred. Olsen Windcarrier
- Fred. Olsen Production
- Fred. Olsen Renewables
- Fred. Olsen Travel
- GenoMar
- Global Wind Service
- IT Fornebu (propiedad minoritaria)
- DN Media Group (propiedad minoritaria)
- Oceanlink
- Timex (propiedad minoritaria)
- The Natural Power Consultants
- ZephIR